# Sigoise
La Sigoise est une variété d'olives spécifique à la région de Sig en Algérie. Elle est la variété la plus connue en Algérie.

## Caractéristiques
La Sigoise est une variété mixte (huile et verte de table) originaire de Sig. Elle est l'une des composantes des olives vertes de table.